# The Mauritanian
The Mauritanian o El Maurità és una pel·lícula dramàtica de 2021, dirigida per Kevin Macdonald amb guió escrit per M.B. Traven, Rory Haines i Sohrab Noshirvani. La pel·lícula està basada les memòries de Mohamedou Ould Slahi de 2015 Guantánamo Diary (Diari de Guantánamo), que narren l'experiència real de Salahi, detingut en el centre de detenció de la Badia de Guantánamo durant catorze anys sense ser acusat de cap càrrec. Els protagonistes del film són Jodie Foster, Tahar Rahim, Shailene Woodley, i Benedict Cumberbatch. La pel·lícula s'ha doblat i subtitulat al català oriental; també s'ha editat una versió doblada al valencià per a À Punt amb el títol d'El Maurità.
El 12 de febrer de 2021 va ser estrenada als Estats Units per STXfilms. Al Regne Unit, on tots els cinemes van ser tancats a causa de la pandèmia de COVID-19, l'estrena va ser cancel·lada i la pel·lícula s'estrenarà per la plataforma Amazon Prime Video l'1 d'abril de 2021. Va rebre crítiques diverses tot i que les actuacions de Rahim i Foster van ser àmpliament elogiades. En els 78è Globus d'Or, van rebre dues nominacions, el de millor actor dramàtic i el de millor actriu secundària, que Foster guanyaria. En la 74a edició dels premis BAFTA, la pel·lícula va rebre cinc nominacions, inclosa la de millor pel·lícula.

## Sinopsi
La pel·lícula segueix Mohamedou Ould Slahi (Rahim), que és capturat pel govern dels Estats Units i amb el pas dels anys es torna lànguid en el centre de detenció de la Badia de Guantánamo sense tenir cap càrrec ni cap judici pendent. Perdent tota esperança, Salahi troba com a aliats l'advocada defensora Nancy Hollander (Foster) i el seu associat Teri Duncan (Woodley). Junts, fan front a incomptables obstacles, en una persecució desesperada per la justícia. La seva polèmica defensa, juntament amb proves falsificades descobertes pel formidable fiscal militar, el tinent coronel Stuart Couch (Cumberbatch), finalment revelen una conspiració impressionant de gran abast.

## Repartiment
- Jodie Foster com a Nancy Hollander
- Tahar Rahim com a Mohamedou Ould Slahi
- Shailene Woodley com a Teri Duncan
- Benedict Cumberbatch com al Tinent Coronel Stuart Couch
- Zachary Levi com a Neil Buckland
- Saamer Usmani com a Arjun
- Corey Johnson com a Bill Seidel
- Denis Menochet com a Emmanuel
- David Fynn com a Kent

## Producció
La pel·lícula va ser anunciada al novembre de 2019. Kevin Macdonald va signar com a director, amb Benedict Cumberbatch, Jodie Foster, Tahar Rahim i Shailene Woodley com a repartiment. El rodatge va començar el 2 de desembre a Sud-àfrica. Al desembre de 2019, Zachary Levi es va unir el repartiment de la pel·lícula.
La pel·lícula era al principi coneguda com Diari de Guantánamo en les seves primeres etapes de desenvolupament, i com Presoner 760 durant la producció, abans de ser descrita com "sense títol" en la postproducció. Al novembre de 2020, el títol definitiu, The Mauritanian, va ser revelat.

## Estrena
A l'agost 2020, STX Entertainment va adquirir els drets de distribució de la pel·lícula als Estats Units. STX Internacional estrenarà la pel·lícula al Regne Unit i a Irlanda i va pre-vendre els drets de distribució internacionals a l'American Film Market al novembre de 2019. La pel·lícula va ser estrenada als Estats Units el 12 de febrer de 2021 en cinemes, amb una estrena digital sota demanda el 2 de març de 2021.

## Recepció

### Recaptació
A data del 18 de març de 2021, la pel·lícula ha recaptat 770,200 dòlars als Estats Units i 2.500.000 dòlars internacionalment, sumant un total global de 3.270.200.
En el seu cap de setmana d'estrena, la pel·lícula va fer 163.789 dòlars en 245 cinemes, i 179.778 en el cap de setmana del Dia del President, un pont de quatre dies. En el segon cap de setmana després de l'estrena, la pel·lícula va facturar 137.072 dòlars provinents de 287 cinemes. En el seu tercer cap de setmana, la pel·lícula va caure un 12,3% i va fer 120.192 dòlars. En el seu quart cap de setmana, la pel·lícula va fer 90.004 dòlars.

### Crítica
La pàgina de compilació de crítiques cinematogràfiques Rotten Tomatoes afirma que el 73% de les 153 crítiques són positives, amb un índex mitjà de 6.6/10. El consens dels crítics de la pàgina diu: "The Mauritanian segueix un plantejament frustrantment genèric a una història real que podria haver estat una inspiradora en altres mans, però l'actuació de Tahar Rahim eleva un material desigual." Segons Metacritic, que va agafar una mostra de 30 crítiques i va calcular-ne una mitjana ponderada de 54 sobre 100, la pel·lícula va rebre "revisions dispars o mitjanes".

### Premis i nominacions
| Premi                              | Data de cerimònia      | Categoria                                                                          | Destinatari(s)                                    | Resultat  | Ref.   |
| ---------------------------------- | ---------------------- | ---------------------------------------------------------------------------------- | ------------------------------------------------- | --------- | ------ |
| AARP Movies for Grownups Award     | 4 de març de 2021      | Millor actriu secundària                                                           | Jodie Foster                                      | Guanyador | [ 16 ] |
| Premis BAFTA                       | 11 d'abril de 2021     | Millor pel·lícula                                                                  | The Mauritanian                                   | Nominat   | [ 17 ] |
| Premis BAFTA                       | 11 d'abril de 2021     | Pel·lícula britànica excepcional                                                   | The Mauritanian                                   | Nominat   | [ 17 ] |
| Premis BAFTA                       | 11 d'abril de 2021     | Millor actor                                                                       | Tahar Rahim                                       | Nominat   | [ 17 ] |
| Premis BAFTA                       | 11 d'abril de 2021     | Millor guió adaptat                                                                | M.B. Traven, Rory Haines i Sohrab Noshirvani      | Nominat   | [ 17 ] |
| Premis BAFTA                       | 11 d'abril de 2021     | Millor fotografia                                                                  | Alwin H. Küchler                                  | Nominat   | [ 17 ] |
| Casting Society of America         | 15 d'abril de 2021     | Consecució excepcional dins Càsting - Estudi o Característica Independent - Teatre | Nina Or, Christa Schamberger (càsting d'ubicació) | Nominat   |        |
| Premis de Globus daurat            | 28 de febrer de 2021   | Millor actor dramàtic                                                              | Tahar Rahim                                       | Nominat   | [ 18 ] |
| Premis de Globus daurat            | 28 de febrer de 2021   | Millor actriu secundària                                                           | Jodie Foster                                      | Guanyador | [ 18 ] |
| Heartland Film                     |                        | Veritablement Premi de Fotografia Emotiva                                          | Kevin Macdonald                                   | Guanyador |        |
| London Film Critics' Circle Awards | 7 de febrer de 2021    | Pel·lícula de l'Any                                                                | The Mauritanian                                   | Nominat   | [ 19 ] |
| London Film Critics' Circle Awards | 7 de febrer de 2021    | Director de l'Any                                                                  | Kevin Macdonald                                   | Nominat   | [ 19 ] |
| London Film Critics' Circle Awards | 7 de febrer de 2021    | Actor de l'Any                                                                     | Tahar Rahim                                       | Nominat   | [ 19 ] |
| Women Film Critics Circle Awards   |                        | Millor actor                                                                       | Tahar Rahim                                       | Nominat   |        |
| Women Film Critics Circle Awards   | Millor heroïna d'acció | Jodie Foster                                                                       | Nominat                                           |           |        |